# Heterotactis
Heterotactis là một chi bướm đêm thuộc họ Cosmopterigidae.